# Ponovno ujedinjenje Njemačke
Ponovno ujedinjenje Njemačke (njem. Deutsche Wiedervereinigung) označava postupak koji je pokrenut miroljubivom revolucijom 1989. i 1990. te doveo do ponovnog ujedinjenja Njemačke Demokratske Republike i Savezne Republike Njemačke 3. listopada 1990.
Od tada se 3. listopada u Njemačkoj slavi kao Dan državnosti, odnosno kao Dan njemačkoga jedinstva jer je tada završena podjela Njemačke koja je, kao posljedica Drugog svjetskog rata u doba hladnoga rata, trajala četiri desetljeća.

## Povijest
Ovom razvoju predhodio je pad Berlinskog zida 9. studenog 1989. koji je prouzročio konačni raspad političkog sustava Istočne Njemačke i neophodna suglasnost četiriju savezničkih sila iz Drugog svjetskog rata (SAD, SSSRa, Francuske i Ujedinjenog Kraljevstva) koje su do tada prema međunarodnom pravu imali ili zahtijevali nadležnost za cjelovitu Njemačku. 
Nakon predaje Njemačke u svibnju 1945. ona nije anektirana ili ukinuta. Dijelovi Njemačke koji nisu bili izgubljeni pomicanjem poljske granice prema zapadu stavljeni su pod zajedničku upravu pobjedničkih sila. 
Prema preliminarnim dogovorima protuhitlerovske koalicije na konferenciji u Jalti i provedbom Berlinske deklaracije 1945. provedena je podjela Njemačke na četiri okupacijske zone: SSSR-a, SAD-a, Velike Britanije i Francuske.

## Suočavanje s ostavštinom komunističke nomenklature tijekom prvih godina ujedinjenja
Tijekom prve godine postupka ujedinjenja (prije lustracije) stare "klike" bivših službenih elita (komunističke nomenklature) raspadajućeg državnog aparata pomagali su si međusobno pri otuđivanju ili prerapodijeli dobara, što je dovodilo do načela "spasiti što se može spasiti" ili "uzeti si što je bio moguće":

## Gospodarstvo
Proizvodnost Istočne Njemačke u godini ujedinjenja bila je manja od trećine u odnosu na proizvodnost u Zapadnoj Njemačkoj. To je u velikoj mjeri bila posljedica socijalne politike Istočne Njemačke: pravo na rad kao i opće jamstvo zaposlenja. Budući da je to bio povezano s neekonomičnim viškom radne snage u brojnim tvrtkama i upravama kao i rezultat "niske motivacije za rad stvorili su gotovo nepremostive prepreke za promjenama u proizvodnji u tržišnim uvjetima." Neposredni prijelaz na tržišno gospodarstvo ispostavilo se za mnoge kao šokirajuće iskustvo.